# Yeray Carpio
Yeray Carpio García (Ayora, Provincia de Valencia, España, 4 de febrero de 2003)conocido deportivamente como Yeray Carpio, es un futbolista español que juega como mediocentro. Actualmente forma parte del Atlètic Club d'Escaldes de la Primera División de Andorra.

## Trayectoria deportiva
Yeray desarrolló su etapa formativa en el fútbol en diferentes clubes base, desde su natal Ayora, pasando después por la EF Almansa, hasta que en 2018 firma por cuatro temporadas en las categorías inferiores del Deportivo Alavés.
En su estancia en el club vitoriano, pronto alcanzó al combinado U19 para competir en División de Honor Juvenil de España y aún en etapa juvenil llegó a debutar con el Deportivo Alavés "B" en Tercera Federación el 9 de octubre de 2021, en el encuentro correspondiente a la jornada 7 de liga en la victoria (4-1) ante el Club Deportivo Vitoria. Esa temporada 2021/2022 disputó 6 encuentros con el Deportivo Alavés "B" y acabó campeón del grupo 4 de la Tercera Federación.
En la temporada 2022/2023 renueva por dos campañas en el Deportivo Alavés "B" y ese curso es cedido por un año a las filas del Sociedad Deportiva Gernika Clubpara competir en la categoría de Segunda Federación. Ese año disputó 26 encuentros oficiales entre liga y Copa del Rey en la que llegó a enfrentar al Real Club Celta de Vigode Primera División de España y disputaron la fase de ascenso a Primera Federación.
Una vez finalizada su vinculación por seis cursos con el Deportivo Alavés, en la temporada 2023/2024 firma contrato profesional con el Atlètic Club d'Escaldesde la Primera División de Andorra haciendo su debuten competición oficial en la primera jornada de liga, el 19 de septiembre de 2023, en el encuentro ante el FC Pas de la Casa, ese primer año disputó 26 encuentros finalizando como tercer clasificado en liga y alcanzando la semifinal de la Copa Constitució.
De cara a la temporada 2024/2025 renueva con el Atlètic Club d'Escaldes y el 11 de julio de 2024 hace su debut oficial en competición europea de la UEFA Conference Leagueante el F91 Dudelange de la Primera División de Luxemburgo.

## Carrera deportiva

### Clubes
| Club                                     | País    | Año               |
| ---------------------------------------- | ------- | ----------------- |
| Deportivo Alavés U19                     | España  | 2020 - 2022       |
| Deportivo Alavés "B"                     | España  | 2021 - 2023       |
| Sociedad Deportiva Gernika Club (cedido) | España  | 2022 - 2023       |
| Atlètic Club d'Escaldes                  | Andorra | 2023 – Actualidad |